# Gunjica
Gunjica es un pueblo ubicado en el municipio de Mionica, distrito de Kolubara, Serbia.

## Superficie
Cuenta con una superficie de 4,613 kilómetros cuadrados.

## Demografía
Hasta 2022 la población era de 74 habitantes, con una densidad de población de 16,04 habitantes por kilómetro cuadrado.
| 259                                                             | 251 | 249 | 224 | 208 | 191 | 152 | 101 | 74 |
| (Fuente: Population statistics of Eastern Europe & former USSR) |     |     |     |     |     |     |     |    |